# 胡亚捷
胡亚捷（1963年4月6日—），男，黑龙江齐齐哈尔人，中国演员。

## 作品

### 电视剧
- 1987年《便衣警察》饰周志明
- 1987年《远方有绿灯》饰丁超
- 19??年《热线在延伸》主演
- 19??年《酒宗》主演
- 19??年《山猫特警队》
- 1989年《黑眼睛太阳神》
- 1989年《市场风潮》
- 1991年《我们当过兵》
- 1991年《山那边是高坪》
- 19??年《黄泥庄》
- 1992年话剧／5集电视剧《特殊军营》
- 1992年《北洋水师》饰光绪帝
- 1993年《满天星》饰何方剑
- 1994年《长天烽火|大空战》
- 1994?年《中国空姐》
- 1994年《这世界不寂寞|世界不会寂寞|这世界并不寂寞》
- 1994年《追日部族》
- 1995年《紫藤花园》饰沈源
- 1995年《道北人》饰仁义
- 199?年《股市情潮|欲望背后|金钱游戏|黑股》饰南方
- 1997年《今秋情正浓》
- 1997年《小女人》饰郭先生
- 1998年《心泪|求求你，原谅我》饰杨淮根
- 1998年《千秋之约|千秋大业》主演
- 1999年《壮志凌云》饰 李亮
- 2000年《警戒线》饰 江晓阳
- 2006年《妈妈再爱我一次》饰 周皓
- 2013年《那金花和她的女婿》饰 何兆海
- 2015年《卧底》饰 星野千里
- 2015年《俺娘田小草》饰 李来顺
- 2016年《“糊涂”县令郑板桥》饰 慎郡王
- 2020年 《热血同行》饰 杨明
- 2020年 《秋蝉》饰 佐藤
- 2020年 《冲出虚拟世界》(2010年拍攝)饰 韓博士(客串)
- 2020年 《在一起》饰 劉院長
- 2021年 《舒克与桃花》(2016年拍攝)
- 2021年 《理想照耀中国》饰 杨斌
- 2021年 《光荣与梦想》饰 羅榮桓（老年）(客串)
- 2021年 《大决战》饰 范漢傑(客串)
- 2022年 《凭栏一片风云起》饰 曾穆
- 2022年 《大考》饰 顾总(客串)
- 2023年 《爱情而已》饰 王國超(客串)
- 2023年 《后浪》饰 濤叔(客串)
- 2023年 《消失的十一层》(網絡劇)
- 2023年 《三大队》 (客串)
- 2024年 《海天雄鹰》饰 侯團長
- 2024年 《孤舟》饰 蒋伯先 (客串)
- 2024年 《雪迷宫》(网络剧)饰 顾父
- 2024年 《蜀锦人家》饰  杨聚贤
- 待播 《奇迹》饰  金总
- 待播 《九个弹孔》

### 电影
- 1986年《雷场相思树》饰士官生邱原
- 1990年《血色清晨》饰李明光
- 1991年《一夕是百年》饰李涛
- 1991年《太监秘史》饰太监毓泰
- 1991年《过年》饰程远
- 1992年《老娘土》饰李志国
- 1994年《这辈子不欠你》饰丁中
- 1995年《人海方舟》主演
- 1998年《天字码头》饰王平安

### 电视电影
- 1999年《劲舞苍穹》饰田野
- 2000年《的哥的姐》饰明海

### 其它
- 1988年话剧《远的云，近的云》饰待业青年刘蔷
- 1991年小品《夫妻之间》
- 1995年短剧《路遇》主演
- 199?年小品《我是一个兵》饰连长
- 1999年小品《雷达找牛》
- 1996年话剧《湘江·湘江》
- 1998年话剧《豪情盖天》
- 1998年小品《关怀》